# Kretsen
Kretsen var ett stockholmsbaserat rockband med rötter i Sundsvall, Strömsund och Östersund som var aktivt 1986-1992. 

## Biografi
Tidigt åttiotal hade Michael Westerlund och Per Kraft från Rasta Hunden bildat Avant gaam, med bland annat  Gang of Four och tidiga Talking Heads som husgudar och ledmärke. Efter några aktiva år lades bandet ned och Michael Westerlund flyttade till Stockholm. Där lärde han känna gitarristen Per ”Powe” Gylten som tidigare spelat med Nicke Hasselberg - en annan Rasta Hunden medlem - i avantgardisterna Kattsand. Per och Michael träffades och spelade med jämna mellanrum och lärde känna Anders Strömqvist som huserade i exil-Jämtlandsbandet Skallarna och snart hade han lockat med några av de övriga medlemmarna i det som skulle bli Kretsen - Anders Lönnkvist på trummor och Niklas Böhme på klaviatur.
Man började spela som coverband på diverse fester men ganska snart började man köra allt mer egna låtar. En singel, ”Här står vi nu”, producerad av Jan Zachrisson från Diestinct gjordes 1987. Efter att ha bytt basist, Per Pettersson, började man jobba på det som skulle bli debutalbumet ”Under Livet” vilken släpptes våren 1990 som Massproduktions första CD. Live varvade bandet gärna det egna materialet med covers av exempelvis Velvet Undergrounds ”Waiting for my man”, David Bowies ”Jean Genie” och Iggys Pops ”New Values”.
Singeln ”Tåget i dig” spelades flitigt i P3 och P4 samt figurerade även i videoprogrammet Listan med en video regisserad av Jörgen Bergmark vilket gav bandet möjlighet att komma ut och turnera. Redan på hösten 1990 började bandet - förstärkta med Mikael Svanberg på gitarr – att göra demos för det som skulle bli bandets andra album, som producerades av Sanken Sandqvist. Men slitningar i bandet gjorde att bandet blev allt lösare i konturerna under skivinspelningen och blev allt mer av Michael Westerlunds soloprojekt.
Det andra albumet ”Ta mig Totalt” och singeln ”Vad jag vill ha” spelades flitigt på radion, men bandet genomförde bara en spelning i samband med andra plattans release 1992 och upplöstes så småningom.
2012 släpptes en dubbel-CD med Kretsen, ”Under livet - livet under", som innehöll bandets första CD ”Under Livet” – remastrad, samt bandets singlar och några av deras många demoinspelningar.

## Medlemmar
- Michael Westerlund – sång, fiol, akustisk gitarr
- Per Gyltén – gitarr
- Anders Lönnkvist – trummor
- Per Pettersson – bas
- Niklas Böhme – klaviatur

- Mikael Svanberg – gitarr (1990-1992)
- Anders Strömqvist  –  bas (1986-1987)

## Diskografi

### Album
- 1990 Under Livet (Massproduktion)
- 1992 Ta mig Totalt (Atlantis)
- 2012 Under livet - livet under (Massproduktion)

### Singlar
- 1987 Här står vi nu (Massproduktion)
- 1990 Tåget i dig (Massproduktion)
- 1991 Vad jag vill ha (Atlantis)
- 1991 Ta mig totalt (Atlantis)